# Salamé (Cameroun)
Pour les articles homonymes, voir Salamé.
Salamé est une localité du Cameroun située dans l'arrondissement de Petté, le département du Diamaré et la région de l’Extrême-Nord. Elle fait partie du canton de Petté rural.

## Population
En 1975, Salamé Alioum comptait 176 habitants, dont 170 Peuls et 6 Mousgoum.
Lors du recensement de 2005, on a dénombré 432 personnes à Salamé Alioum et 348 à Salamé Bakari.
Une étude de terrain publiée en 2014 avance les chiffres suivants : 1 250 pour Salamé Alioum et 694 pour Salamé Bakari.